# Ludwig Leichhardt

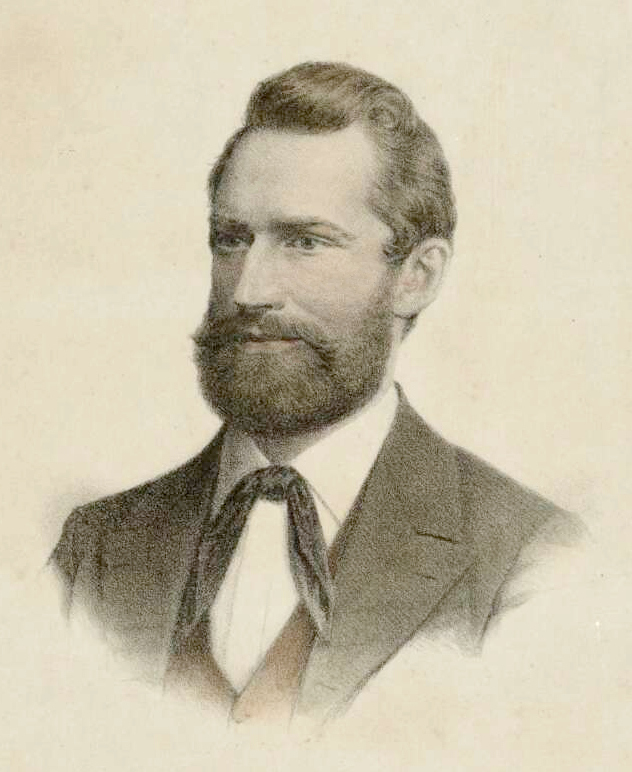
Ludwig Leichhardt

Friedrich Wilhelm Ludwik Leichhardt (ur. 23 października 1813 w Sabrodt w Królestwie Prus, zm. ok. 1848 w Australii) – podróżnik i odkrywca.
Zajmował się badaniem kontynentu australijskiego, a zwłaszcza jego wnętrza, ponieważ właśnie ono pozostawało do połowy XIX stulecia zupełnie nieznane Europejczykom kolonizującym od końca lat osiemdziesiątych XVIII wieku wyłącznie wybrzeża Australii. Oni też opowiadali na temat środkowej części kontynentu niewiarygodne historie, które były wymysłami ich wyobraźni.
Leichhardt, przybyły na kontynent w 1842 roku, był jednym z pierwszych odkrywców, którzy postanowili położyć kres tym mitom oraz odkryć prawdę o dotychczas nieznanych terenach.
Jego sukcesem było odkrycie lądowej drogi z Sydney do Brisbane na wschodzie (1843) oraz do Zatoki Karpentaria na północy Australii (1845). Podczas swoich podróży nawiązywał przyjazne stosunki z tubylcami.
W grudniu 1847 roku stanął na czele ekspedycji, której celem było przejście od wschodniego do zachodniego wybrzeża (nigdy nikomu wcześniej się to nie udało). Jednym z celów Leichhardta było zdobycie trofeum największego torbacza jaki kiedykolwiek istniał: Diprotodona. Gatunek ten już wówczas był prawdopodobnie wymarły jednak Leichhardt postawił sobie za zadanie ustrzelenie choćby jednej sztuki. Z początku wyprawa nie natrafiała na większe przeszkody jednak ani Leichhardt, ani żaden z członków jego siedmioosobowej ekipy nigdy nie zostali odnalezieni. Poszukiwania prowadzili sir Augustus Charles Gregory (1855) i John Forrest (1869).
Leichhardt oraz jego towarzysze zginęli prawdopodobnie z wycieńczenia. Ostatni list pochodzi z 3 kwietnia 1848. Pisany był przez podróżnika nad rzeką Kogan. Jedyne, co Leichhardt pozostawił po sobie ze swej ostatniej podróży, to litera "L" wycięta w korze drzewa niedaleko Cooper Creek odkryta wiele lat po śmierci badacza.